# Középhomoród község
Középhomoród község (románul: Comuna Homoroade) község Szatmár megyében, Romániában. Központja Középhomoród, beosztott falvai Alsóhomoród, Bükkszoldobágy, Felsőhomoród, Ivácskó, Pácafalu.

## Népessége
A 2011-es népszámlálás adatai alapján a község népessége 1791 fő volt.